# Пабло Гарсія (футболіст, 2006)
Па́бло Гарсі́я Ферна́ндес (ісп. Pablo García Fernández; нар. 15 серпня 2006) — іспанський футболіст, вінгер клубу «Реал Бетіс».

## Клубна кар'єра
Вихованець академії клубу «Реал Бетіс», до якої приєднався 2012 року. 1 жовтня 2023 року дебютував за резервну команду в матчі Сегунди Федерасьйон проти клубу «Севілья Атлетіко». 23 листопада 2024 року в поєдинку Прімери Федерасьйон проти «Антекери» забив свій перший гол у кар'єрі.
23 січня 2025 року продовжив з клубом контракт, що розрахований до літа 2029 року. 25 січня 2025 року дебютував в основному складі «Бетіса» в матчі Ла-Ліги проти «Мальорки», вийшовши на заміну Хесусу Родрігесу. 13 березня в поєдинку Ліги конференцій УЄФА проти португальського клубу «Віторія» (Гімарайнш) дебютував у єврокубках. В своєму дебютному сезоні дійшов з «Бетісом» до фіналу Ліги конференцій, де в підсумку його команда поступилась англійському «Челсі».

## Кар'єра в збірній
Виступав за збірні Іспанії до 18 і до 19 років. В червні 2025 року потрапив в заявку збірної до 19 років на юнацький чемпіонат Європи в Румунії. На турнірі провів п'ять матчів, відзначившись покером проти збірної Німеччини, а його команда дійшла до фіналу, де поступилась нідерландцям. З чотирма голами став одним з найкращих бомбардирів, також увійшовши до символічної збірної турніру.

## Статистика виступів
Станом на 17 травня 2025 
| Клуб              | Сезон             | Чемпіонат           | Чемпіонат | Чемпіонат | Кубок | Кубок | Єврокубки | Єврокубки | Інші  | Інші | Всього | Всього |
| Клуб              | Сезон             | Дивізіон            | Матчі     | Голи      | Матчі | Голи  | Матчі     | Голи      | Матчі | Голи | Матчі  | Голи   |
| ----------------- | ----------------- | ------------------- | --------- | --------- | ----- | ----- | --------- | --------- | ----- | ---- | ------ | ------ |
| Реал Бетіс Б      | 2023–24           | Сегунда Федерасьйон | 4         | 0         | —     | —     | —         | —         | —     | —    | 4      | 0      |
| Реал Бетіс Б      | 2024–25           | Прімера Федерасьйон | 25        | 5         | —     | —     | —         | —         | —     | —    | 25     | 5      |
| Реал Бетіс Б      | Всього            | Всього              | 29        | 5         | 0     | 0     | 0         | 0         | 0     | 0    | 29     | 5      |
| Реал Бетіс        | 2024–25           | Ла-Ліга             | 3         | 0         | 0     | 0     | 2         | 0         | —     | —    | 5      | 0      |
| Всього за кар'єру | Всього за кар'єру | Всього за кар'єру   | 32        | 5         | 0     | 0     | 2         | 0         | 0     | 0    | 34     | 5      |

1. ↑  Матчі в Лізі конференцій УЄФА

## Досягнення
Особисті
- Найкращий бомбардир юнацького чемпіонату Європи (до 19 років): 2025 (4 голи)[18]
- Символічна збірна юнацького чемпіонату Європи (до 19 років): 2025[19]